# Durungbedug
Durungbedug is een bestuurslaag in het regentschap Sidoarjo van de provincie Oost-Java, Indonesië. Durungbedug telt 6056 inwoners (volkstelling 2010).